# Alfred Wansch
Alfred Wansch (* 22. Juli 1960 in Gmunden, Oberösterreich) ist ein österreichischer Politiker der Freiheitlichen Partei Österreichs (FPÖ). Seit 2010 ist er Abgeordneter zum Wiener Landtag und Mitglied des Wiener Gemeinderates.

## Leben
Alfred Wansch besuchte nach der Volksschule in Steyrermühl das Bundesrealgymnasium in Gmunden, wo er 1978 maturierte. Anschließend begann er ein Studium der Rechtswissenschaften und ein Studium der Volkswirtschaft an der Universität Wien, das Studium schloss er 1985 als Mag.iur. ab. 1986 folgte die Promotion. Von 2006 bis 2008 absolvierte er den Lehrgang Executive Master of Business Law an der Universität St. Gallen.
Nach der Promotion folgte 1986/87 das Gerichtsjahr am Bezirksgericht Wien-Innere Stadt, am Landesgericht für Strafsachen Wien und am Handelsgericht Wien. Danach war unter anderem Kommerzkundenbetreuer bei der Zentralsparkasse und Kommerzialbank und von 1989 bis 1994 bei der Kathrein Privatbank, wo er ab 1992 Prokurist und ab 1993 im Vorstand war. Von 1994 bis 2000 war er selbständiger Konsulent im Bereich Immobilienwirtschaft und Finanzmanagement. Nach einer Tätigkeit in einer Rechtsanwaltskanzlei war er ab 2003 für die ARC business services GmbH in Seibersdorf tätig, wo er ab 2005 Prokura hatte. Von 2006 bis 2010 war er Prokurist am Austrian Institute of Technology (AIT). Seit 2014 ist er als Unternehmensberater tätig. Seit 2015 ist er außerdem Vorstandsvorsitzender des Österreichischen Mieterschutzringes Wien.
Wansch ist Alter Herr der Wiener akademischen Burschenschaft Olympia.

## Politik
Alfred Wansch ist Mitglied  der Bezirksparteileitung der FPÖ in Wien-Donaustadt, der Landesparteileitung der FPÖ Wien und der FPÖ-Bundesparteileitung. Am 25. November 2010 wurde er am Beginn der 19. Wahlperiode als Abgeordneter zum Wiener Landtag und Gemeinderat angelobt. In der 20. Wahlperiode ist er Mitglied im Stadtrechnungshofausschuss, im Unvereinbarkeitsausschuss, im Immunitätskollegium, im Überwachungsausschuß der Krankenfürsorgeanstalt (KFA) der Bediensteten der Stadt Wien sowie in den Gemeinderatsausschüssen für Finanzen, Wirtschaft und Internationales, für Petitionen und BürgerInneninitiativen und für Wohnen, Wohnbau und Stadterneuerung.